# August Edlbacher (Politiker, 1833)
August Edlbacher (* 25. Oktober 1833 in Sierning; † 26. April 1916 in Urfahr (heute Linz)) war Jurist und Abgeordneter zum Österreichischen Abgeordnetenhaus.

## Leben
August Edlbacher war Sohn des Pflegers und späteren Landesgerichtsrats August Edlbacher (1805–1862). Er besuchte von 1844 bis 1849 das Stiftsgymnasium Kremsmünster, und danach bis 1852 das Stiftsgymnasium Seitenstetten und ein Gymnasium in Linz. Von 1852 bis 1856 studierte er Rechtswissenschaft an der Universität Wien. Ab 1856 war er im Gerichtsdienst tätig, zunächst als Rechtspraktikant am Landesgericht Wien und am Bezirksgericht Wien-Innere Stadt und danach als Auskultant am Landesgericht Wien. Ab 1857 war er in Oberösterreich Aktuar an den Bezirksämtern Freistadt, Vöcklabruck und Neuhofen an der Krems. Ab 1868 war er Adjunkt am Bezirksgericht Schwanenstadt, ab 1876 Bezirksrichter in Grünburg und ab 1894 Landesgerichtsrat. Im Jahr 1897 ging er in den Ruhestand.
Er war Ehrenbürger sämtlicher Gemeinden des Bezirkes Grünburg und starb am 26. April 1916 im Alter von 82 Jahren an Gehirnschlagfluss. Edlbacher war römisch-katholisch und ab 1862 verheiratet mit Laura Stanjek, mit der er zwei Töchter und einen Sohn hatte, der allerdings schon jung verstorben ist. Einer seiner Brüder war der Politiker Max Edlbacher.

## Politische Funktionen
August Edlbacher war vom 4. Dezember 1888 bis zum 24. November 1895 Abgeordneter des Abgeordnetenhauses im Reichsrat (VII. und VIII. Legislaturperiode) und war dort für die Kurie Oberösterreich, Städte 3 (Steyr, Sierning, Sierninghofen, Neuzeug, Kremsmünster, Hall, Neuhofen, Kirchdorf, Micheldorf, Windischgarsten, Grünburg, Steinbach, Weyer) zuständig. Er war der Nachfolger des zurückgetretenen Johann Hochhauser und trat selber aus Gesundheitsgründen zurück. Sein Nachfolger war Leopold Erb.

## Klubmitgliedschaften
August Edlbacher war Mitglied bei den Vereinigten deutschen Linken.